# سینمای سریلانکا
سینمای سریلانکا شامل فیلم‌های ساخته شده در سری‌لانکا است. سینما در این کشور تقریباً نوپا است. فیلم‌های سریلانکایی معمولاً به زبان سینهالی و همچنین به زبان تامیلی ساخته می‌شوند. اولین فیلم تولید شده به زبان سینهالی در سریلانکا Kadawunu Poronduwa نام داشت که در ۲۱ ژانویه ۱۹۴۷ در سینما کینگزلی اکران شد.
در سال ۱۹۰۱ اولین پروژکتور سینمایی به سرزمین سیلان (نام پیشین سریلانکا) وارد شد. اولین فیلم پخش شده نیز پیروزی انگلیسی‌ها در نبرد با بوئرها بود. پس از آن فیلم‌های خبری انگلیسی که در هند ساخته شده بودند در چادرها یا حتی مکان‌های روباز برای مخاطبین نمایش داده می‌شدند.
در ۱۹۰۳ اولین سالن سینما در کلمبو تأسیس گردید. سیتما امپایر نیز در سال ۱۹۱۵ تأسیس شد و در جذب مخاطب موفق بود. این سینما ماندگارترین سینمای این کشور است که تا سال ۲۰۰۳ به فعالیت مشغول بود. از ۱۹۴۷ تا ۱۹۷۱ سینمای سریلانکا تحت تأثیر شدید سینمای هند قرار داشت. با تأسیس شرکت ملی فیلم سریلانکا در سال ۱۹۷۲ تولید فیلم در سریلانکا رشد گرفت. اما این مهم با درگیری‌های داخلی همراه شد. پس از استقلال سریلانکا، شورشیان تامیل در سال ۱۹۷۲ سلاح به دست گرفتند و با دولت مرکزی این کشور وارد نبرد مسلحانه شدند. این مناقشات سیاسی و جنگ‌های داخلی ۳۰ سال به طول انجامید و ناامنی شدید در سریلانکا به فرهنگ و هنر این کشور لطمه فراوان زد. تعداد سینماها در ۱۹۷۹ به ۳۶۵ عدد رسیده بود اما این رقم در سال ۲۰۰۹ به ۱۴۷ مورد کاهش یافت. تولیدات سینمایی نیز از ۳۵ فیلم به ۲ فیلم در ۲۰۰۲ رسید.
در ۲ دهه اخیر سرزمین متروک (سینهالی: Sulanga Enu Pinisa) به کارگردانی ویموکی جایاسوندرا محصول ۲۰۰۵ اولین فیلم معتبر این کشور برشمرده می‌شود. این فیلم برنده دوربین طلایی از جشنواره فیلم کن ۲۰۰۶ شده‌است.
از دیگر فیلم‌های سریلانکایی می‌توان به افتخار خلبان (۱۹۷۸ به زبان تامیلی)، پرنده‌ماهی (۲۰۰۱ به زبان سینهالی)، نامه‌ای از آتش (۲۰۰۵ به زبان انگلیسی و سینهالی)، ۱۹۹۹ (۲۰۰۹ به زبان تامیلی) و با توجه به متیو (۲۰۱۸ به زبان انگلیسی) اشاره کرد.
از سال ۲۰۱۰ جشنواره فیلم کلمبو در این کشور برگزار می‌شود. این فستیوال عمدتاً برای فیلم اولی‌ها (نخستین فیلم یک کارگردان) است. براساس آمار شرکت ملی فیلم سریلانکا تعداد فیلم‌های تولید شده داخلی در سال ۲۰۰۹ به ۱۵ عدد رسیده‌است. تعداد سالن‌های سینما نیز تا سال ۲۰۱۶ با بازسازی سالن‌های قدیمی به عدد ۱۸۰ رسیده‌است.

## فیلم‌هایی که تمام یا بخشی از آن در سریلانکا فیلمبرداری شدند
- پل رودخانه کوای (۱۹۵۷)
- افتخار خلبان (۱۹۷۸)
- تارزان مرد گوریلی (۱۹۸۱)
- تو (۱۹۸۱)
- ایندیانا جونز و معبد مرگ (۱۹۸۴)

۱۹۹۹ محصول ۲۰۰۹

- ارواح نمی‌توانند این کار را بکنند (۱۹۸۹)
- رینگ خونین ۳ (۱۹۹۷)
- از نسل آفتاب (۱۹۹۹)
- پرنده‌ماهی (۲۰۰۱)
- بوسه بر روی گونه (۲۰۰۲)
- بوم (۲۰۰۳)
- آب (۲۰۰۵)
- پیروزی (۲۰۰۹)
- آماده (۲۰۱۱)
- بچه‌های نیمه‌شب (۲۰۱۲)
- جسم ۲ (۲۰۱۲)
- کافه مدرس (۲۰۱۳)
- بمبئی مخملی (۲۰۱۵)
- با توجه به متیو (۲۰۱۸)